# Cytocystis clitellatus
Cytocystis clitellatus är en plattmaskart som beskrevs av Tor Karling 1953. Cytocystis clitellatus ingår i släktet Cytocystis och familjen Cytocystidae. Arten är reproducerande i Sverige. Inga underarter finns listade i Catalogue of Life.